# Zhengde
Zhengde (ur. 1491, zm. 1521) – cesarz chiński z dynastii Ming. Znany ze swojego okrucieństwa wobec ludzi niezadowolonych z jego rządów.
Zhengde zasiadł na tronie cesarskim w 1505 roku. Za jego panowania decydujący wpływ na politykę mieli eunuchowie. Oddający się wyłącznie przyjemnościom życia cesarz nie przejawiał większego zainteresowania rządzeniem. Na dworze szerzyła się korupcja. Powszechne stało się kupowanie i sprzedawanie urzędów i godności państwowych. Równocześnie stale zwiększano podatki. Najgorsza sytuacja panowała na południu kraju, gdyż większość ministrów cesarza pochodziła z północy. Tam też zaczęły wybuchać bunty zagrażające pozycji władcy. W tej sytuacji Zhengde podjął próbę unormowania sytuacji i ograniczenia korupcji. W 1510 roku polecił stracić głównego eunucha Liu Jina, w którego domu odkryto ogromne ilości złota, srebra i biżuterii, pochodzące z łapówek. Cesarzowi brakowało jednak konsekwencji we wcielaniu w życie reform. Nadal nie przejawiał większego zainteresowania sprawami kraju. Spędzał czas podróżując po kraju w przebraniu i ucząc się języków. Podczas podróży prosił napotkane osoby o ocenę swoich rządów. Każdy kto krytykował cesarza tracił swój urząd, trafiał do więzienia, bądź zostawał zabity. W ten sposób na rozkaz Zhengde stracono wiele osób. W 1521 roku statek, na którym podróżował cesarz uległ katastrofie. Zhengde ocalał wprawdzie, ale niebawem nabawił się choroby, w wyniku której zmarł.
Za jego panowania do Chin dotarł pierwszy europejski ambasador, Tomé Pires.